# تاکومی شیموهیرا
تاکومی شیموهیرا (انگلیسی: Takumi Shimohira؛ زادهٔ ۶ اکتبر ۱۹۸۸) بازیکن فوتبال اهل ژاپن است.
از باشگاه‌هایی که در آن بازی کرده‌است می‌توان به باشگاه فوتبال یوکوهاما مارینوس و باشگاه فوتبال گامبا اوساکا اشاره کرد.